# Opius hellasensis
Opius hellasensis är en stekelart som beskrevs av Fischer 1990. Opius hellasensis ingår i släktet Opius och familjen bracksteklar. Inga underarter finns listade i Catalogue of Life.